# På spaning med Bridget Jones
På spaning med Bridget Jones (originaltitel: Bridget Jones: The Edge of Reason) är en brittisk romantisk komedifilm från 2004 i regi av Beeban Kidron, baserad på romanen På spaning med Bridget Jones från 1999 av Helen Fielding, uppföljaren till romanen Bridget Jones dagbok från 1996. Filmen är en uppföljare till Bridget Jones dagbok från 2001. Kidron regisserade inte första filmen.
År 2016 hade uppföljaren Bridget Jones' Baby premiär (den tredje Bridget Jones-filmen totalt).

## Handling
Relationen med Mark Darcy (Colin Firth) kunde varit bättre för Bridget Jones (Renée Zellweger) och samtidigt har hon problem med en ny chef, sin gamla chef och en annorlunda semester i Thailand, som slutar med en fängelsevistelse.

## Rollista (i urval)
- Renée Zellweger - Bridget Jones
- Gemma Jones - Mum
- Jim Broadbent - Dad
- James Faulkner - Uncle Geoffrey
- Celia Imrie - Una Alconbury
- Hugh Grant - Daniel Cleaver
- Colin Firth - Mark Darcy